# Борислав сміється (фільм, 1927)
«Борислав сміється» (інші назви «Воскові королі» та «Королі воску») — український радянський втрачений німий художній фільм знятий 1927 року на кіностудії ВУФКУ Одеса.

## Історія
Сюжет фільму заснований на однойменному романі українського письменника Івана Франка.
Прем'єра стрічки відбулась 16 грудня 1927 року в Києві та 11 липня 1930 в Москві.

### Знімальна група
Режисером фільму виступив німецький кінематографіст Йосип Рона, сценаристом — Павло Нечес (під псевдонімом Миргородський), а художниками-постановниками — Василь Кричевський та Сергій Худяков.

### У ролях
- Іван Замичковський — Ван-Гехт
- Матвій Ляров — Герман Гольдкремер (за фільмом — просто Герман)
- Володимир Лісовський
- Юрій Шумський — Бенедьо Синиця
- Георгій Астаф'єв
- Микола Кучинський
- Леонід Барбе
- Олександр Нікітін
- Іван Сизов — робітник
- Осип Мерлатті
- Н. Барсов
- П. Костенко
- Олександр Чуверов
- Лідія Мацієвська — Рифка, мати Готліба
- Микола Надемський — дід Матвій
- Раїса Рамі-Шор
- П. Матвієнко
- Наталія Гебдовська — Варвара

## Сюжет
У 70-х роках ХІХ століття в Галичині, поблизу міста Борислава відшукали поклади «земляного воску» (продукт нафти). У Бориславі збирається безробітна біднота. Хазяї встановлюють жебрацьку заробітну платню. Серед робітників починається страйк. Матеріальною підтримкою у них є робітнича каса. Щоб зірвати страйк, хазяї через найманців викрадають робітничу касу. Тоді робітники підпалюють підприємство.

## Рецензії кінокритиків
За словами Олега Бабишкіна «…в кращих епізодах — закладини палацу, рада побратимів і розгляд палиць з зарубками — фільм вражав силою реалізму, виходив за межі порядної ілюстрації до повісті. Коли зважити, що до революції твори І. Франка були часто незнані на Наддніпрянській Україні, це для багатьох було перше знайомство з його відомою повістю».